# أوغو دي سانتالا
دي سانتالاّ أوجو (بالإسبانية: Hugo de Santalla)‏ Ugo di Santalla مستشرق إيطاليّ توفّي سنة 1119. ترجم بإشراف أسقف طرزونا «شرح البيروني على الفرغاني» و«رسائل في الكيمياء وعلم الرمل».

## أعماله
أحصى بول تانيري ترجماته في مؤلّفه «المذكّرات العلميّة»، الجزء الرابع، صفحة 295-411.